# Vör
Vör er asynje i nordisk mytologi og er gudinde for ægteskaber.[kilde mangler]